# バウヒニア
バウヒニア（Bauhinia x blakeana、俗称：香港蘭：Hong Kong orchid tree）は、香港原産のマメ科ジャケツイバラ亜科の木で、大きな厚い葉と赤紫色の花が特徴である。

## 名称
花の名前の「blakeana」は、第12代香港総督であるヘンリー・アーサー・ブレイク（Henry Arthur Blake）にちなんで命名された。
蘭の花を連想させることから俗に香港蘭 (オーキッド・ツリー、Hong Kong orchid tree) 、葉の形が羊のひづめに似ていることからヨウテイボクという名も持つ。
B. variegataとB. purpureaの種間交雑による品種であるため、不稔性であり種子による繁殖はできない。

## 特徴
大きな厚い葉と赤紫色の花が特徴である。
花の形は蘭に似た5弁の花であり、他のマメ科の花とは雰囲気が異なる。
花が咲くのは冬（10月～3月）である。

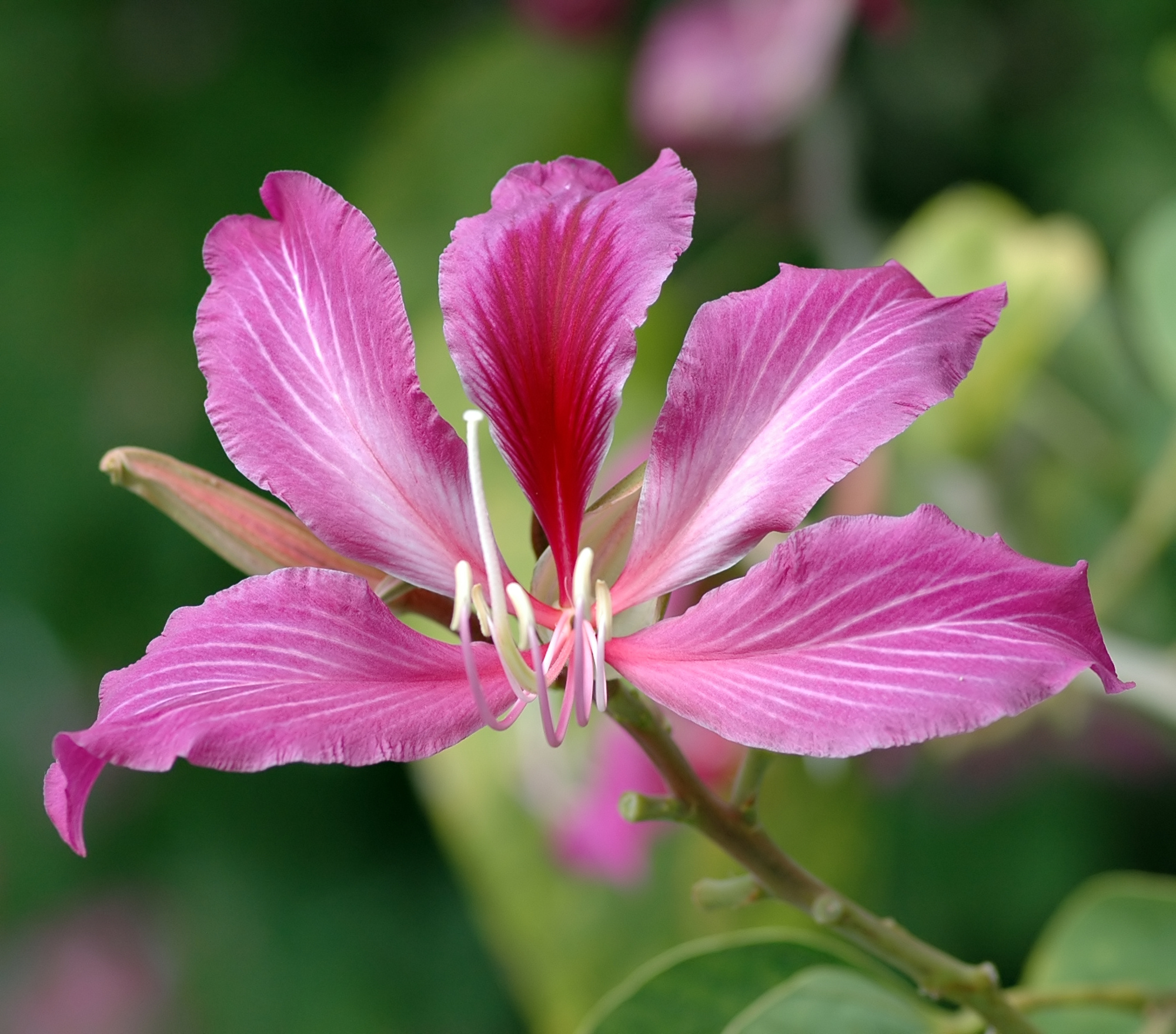
バウヒニアの花
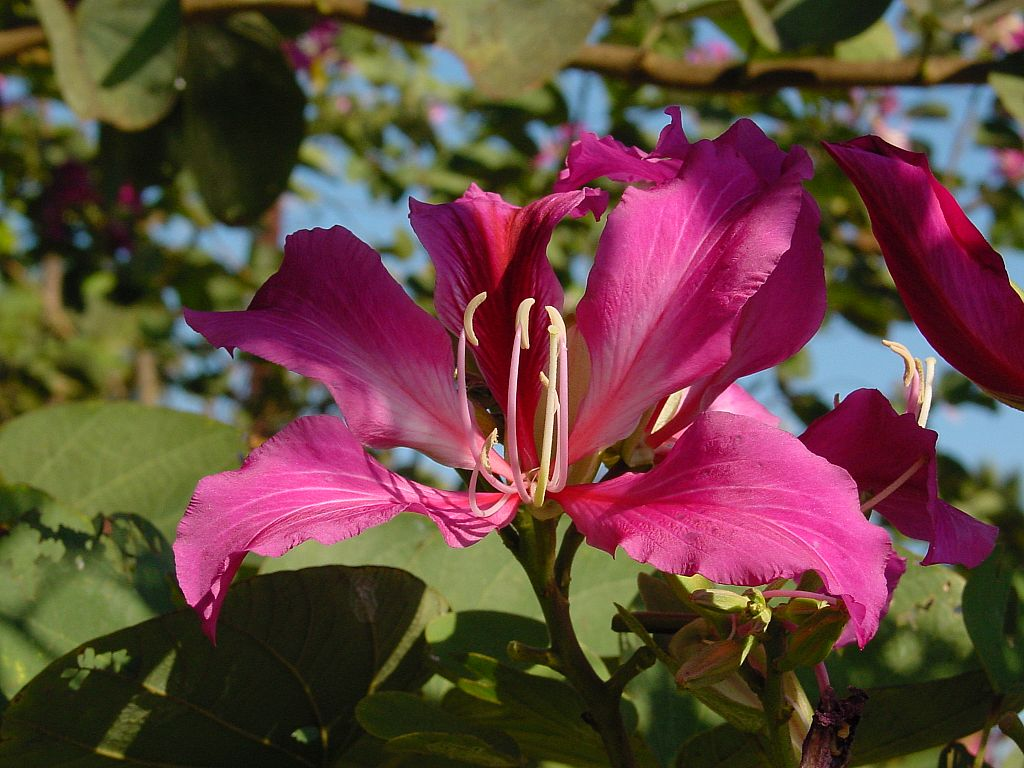
バウヒニアの花

## 生態
熱帯・亜熱帯に生息する植物で、1880年に香港で発見された。新種としての報告は1908年である。

## 利用

### 香港の象徴として
バウヒニアは、香港原産であり、このことから、香港の象徴として1965年に香港の市花として選ばれ、また香港に関する様々な旗や徽章、紋章に描かれる。

香港の旗
香港の区章
市政局の徽章
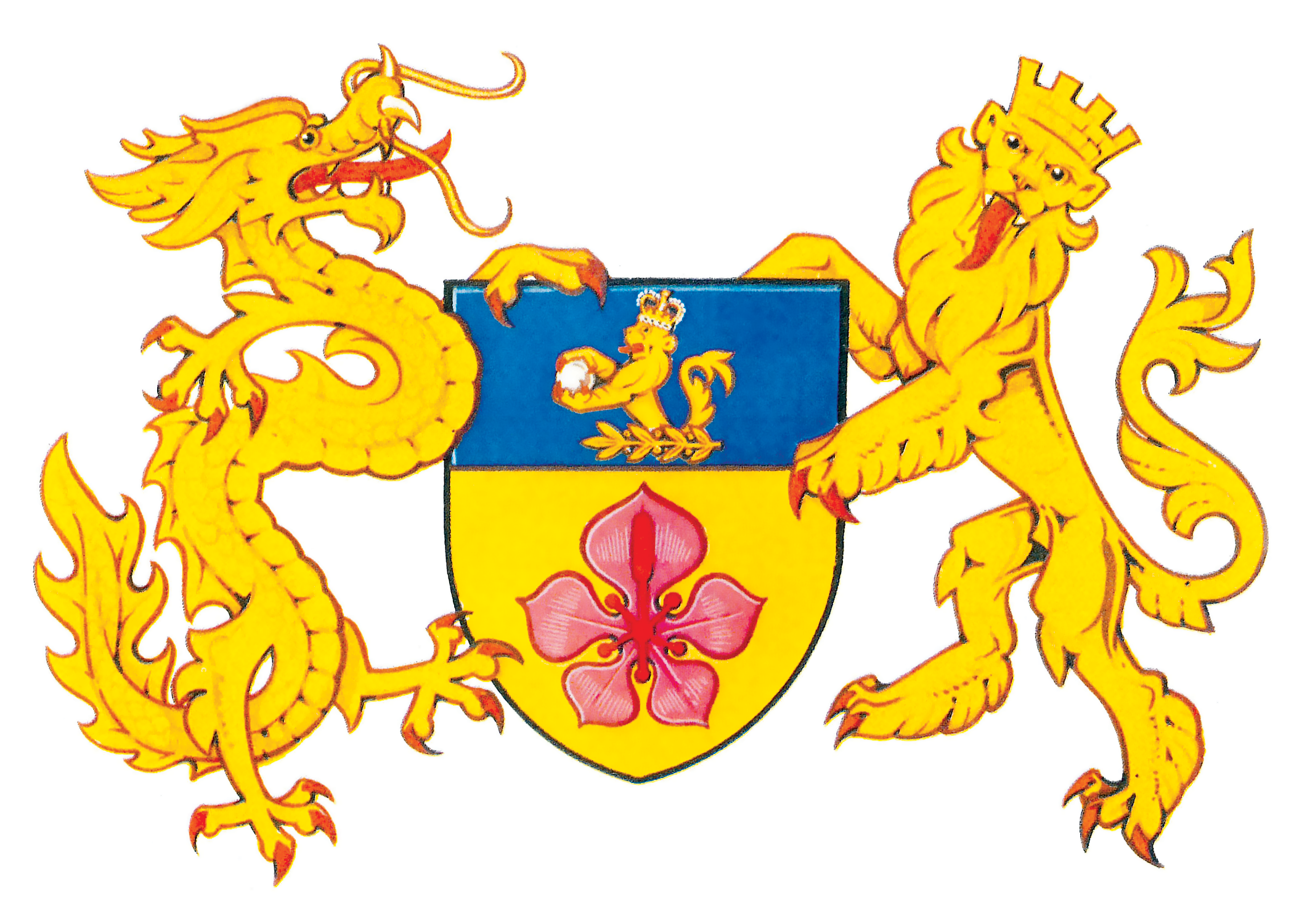
1979年にイングランド紋章院によってデザインされた市政局の紋章

### 園芸
香港では公園・庭園などの樹木としてよく見られる。

## ハカマカズラ属
マメ科のハカマカズラ属Bauhiniaの花木を一般にバウヒニアと総称して呼ぶ事もある。ハカマカズラ属の種は200種を超える。

## バウヒニアとハナズオウ
中国語では通常「洋紫荊」というが、香港基本法の区旗区章についての規定は「紫荊」と呼んでいる（英文版は“bauhinia”）。紫荊は本来、同じマメ科に属するハナズオウを指すため、香港のシンボルであるバウヒニアも、誤ってハナズオウと訳されることがある。